# Oost Gelre
Oost Gelre este o comună în provincia Gelderland, Țările de Jos. Ea a luat ființă pe 1 ianuarie 2005, prin unirea comunelor Groenlo si Lichtenvoorde si s-a numite temporar Groenlo până in 19 mai 2006.

## Localități componente
Eefsele, Groenlo, Harreveld, Lichtenvoorde, Lievelde, Mariënvelde, Vragender, Zieuwent, Zwolle.